# 青川木牘
青川木牘，出土於1980年，中國四川省廣元市青川縣郝家坪第50號戰國秦墓，當時出土了兩件戰國時期的木牘，一件已腐爛，一件保存較完好，即是《更修田律》木牘。此件木牘為楠木材質，長46公分、寬2.5公分、厚0.4公分，正面正文分成三行，共有121個字；背面四行，僅存33個字可辨識，餘字皆殘損無法辨識，現收藏於四川省博物館。
此牘以秦隸用墨書寫，書寫的年代推定為秦武王二年（公元前309年）的手迹木牘，早於秦朝統一天下有88年之久，為目前所見年代最古老的秦隸墨跡。青川木牘上的隸書字形正方、長方、扁方不拘，筆腳粗細剛柔富於變化，點面有明顯的起伏波勢，用筆有輕、重、疾、徐的差異
，以此證明戰國時期秦國的文字已從篆書向隸書轉變，自發掘出土以來，受到古文字學界及書法界的高度重視，常被引用為隸篆書法演變的依據。青川木牘不僅是研究中國書法歷史的實物資料，同時也是非常珍貴的文獻史料。
青川木牘記載了秦武王命令左丞相甘茂更修田律的事宜，文中可以看出秦國統一田律的作法，規定田畝的大小，為每240步為一畝，要求田主必須在田界修築矮牆作為地界的標誌，除修整土地，還要修治道路，相關的田律措施，為研究先秦農耕制度提供了珍貴的文史記錄。

## 木牘原文

### 正面
二年十一月己酉朔朔日，王命丞相戊、內史匽，民臂（僻），更修《為田律》：田廣一步，袤八，則為畛。畝二畛，一百（陌）道；田畝為頃，一千（阡）道，道廣三步。封高四尺，大稱其高；寽（埒）高尺，下厚二尺。以秋八月，修封寽（埒），正彊（疆）畔，及癹千（阡）百（陌）之大草；九月，大除道及阪險；十月，為橋，修波（陂）堤，利津梁，鮮草離。非除道之時而有陷敗不可行，輒為之。

### 背面
四年十二月不除道者：□二田，□一田，章一田，□六田，□一田，□一田，□一田，□一田。